# Karl Malden
Karl Malden (născut Mladen George Sekulovich, n. 22 martie 1912, Chicago, Illinois, SUA – d. 1 iulie 2009, Brentwood⁠(d), California, SUA) a fost un actor american de film și TV. Tatăl său Petar Seculovich (1886-1975) era sârb, iar mama, Minnie Seculovich (1892-1995), născută Sebera, era de origine cehă.

## Filmografie

### Filme

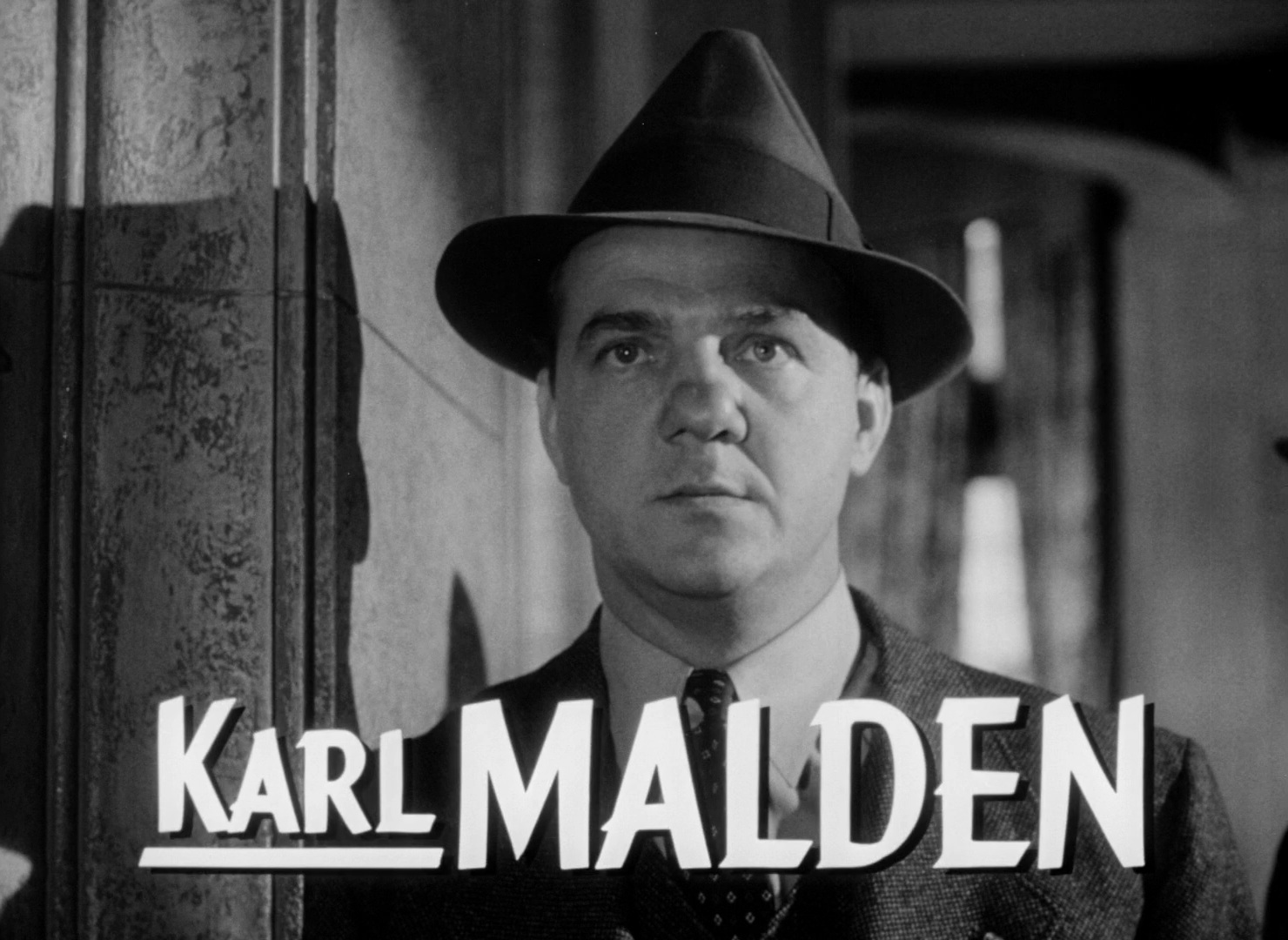
Malden în I Confess (1953)

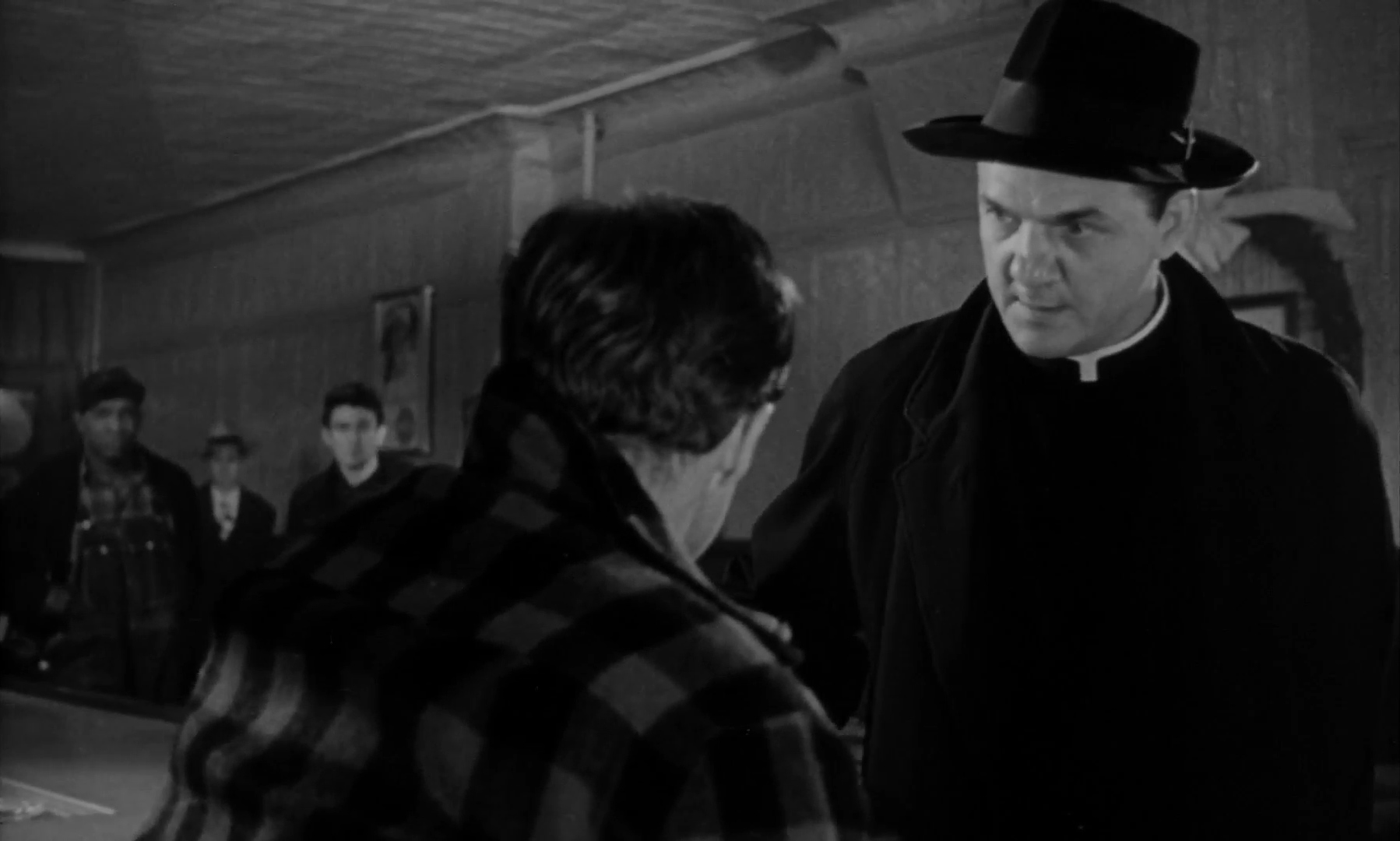
Malden cu Marlon Brando în On the Waterfront (1954)

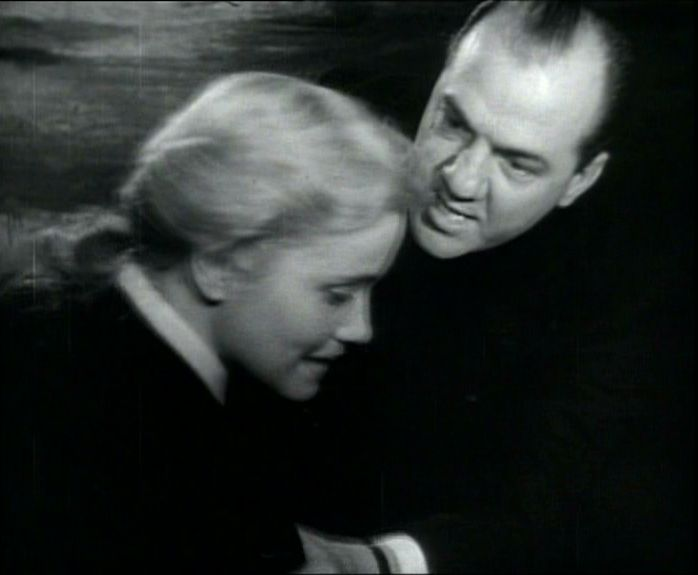
Malden cu Eva Marie Saint în On the Waterfront (1954)

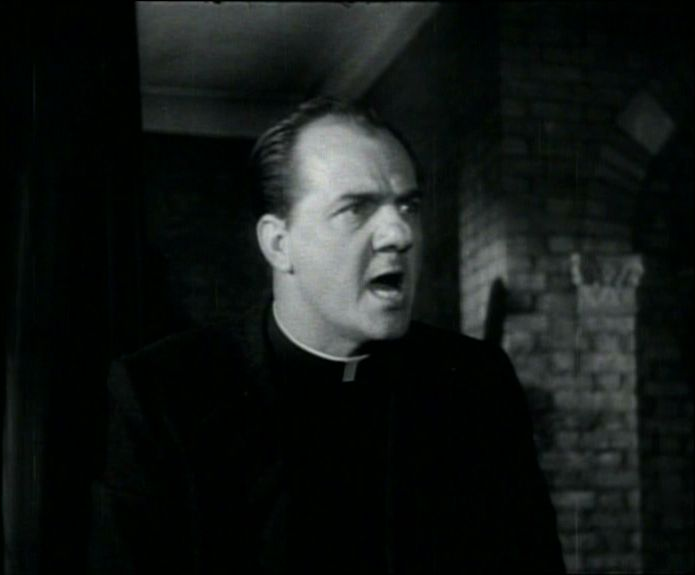
Malden ca părintele Barry în On the Waterfront (1954)

| An   | Titlu                              | Rol                     | Note |
| ---- | ---------------------------------- | ----------------------- | --- |
| 1940 | They Knew What They Wanted         | Red                     | debut |
| 1944 | Winged Victory                     | Adams                   | |
| 1946 | 13 Rue Madeleine                   | Jump Master             | nemenționat |
| 1947 | Boomerang                          | Det. Lt. White          | nemenționat |
| 1947 | Kiss of Death                      | Sgt. William Cullen     | |
| 1950 | The Gunfighter                     | Mac                     | |
| 1950 | Where the Sidewalk Ends            | Lt. Thomas              | |
| 1951 | Halls of Montezuma                 | Doc                     | |
| 1951 | A Streetcar Named Desire           | Harold 'Mitch' Mitchell | Academy Award for Best Supporting Actor                                                                                  |
| 1952 | The Sellout                        | Capt. Buck Maxwell      | |
| 1952 | Diplomatic Courier                 | Sgt. Ernie Guelvada     | |
| 1952 | Operation Secret                   | Maj. Latrec             | |
| 1952 | Ruby Gentry                        | Jim Gentry              | |
| 1953 | I Confess                          | Inspector Larrue        | |
| 1953 | Take the High Ground!              | Sgt. Laverne Holt       | |
| 1954 | Phantom of the Rue Morgue          | Dr. Marais              | |
| 1954 | On the Waterfront                  | Father Barry            | Nominalizare—Academy Award for Best Supporting Actor                                                                     |
| 1956 | Baby Doll                          | Archie Lee Meighan      | Nominalizare—Golden Globe Award for Best Actor - Motion Picture Drama Nominalizare—BAFTA Film Award (Best Foreign Actor) |
| 1957 | Fear Strikes Out                   | John Piersall           | |
| 1957 | Time Limit                         | Prisoner                | nemenționat; și regizor                                                                                                  |
| 1957 | Bombers B-52                       | MSgt. Chuck V. Brennan  | |
| 1959 | The Hanging Tree                   | Frenchy Plante          | și regizor (nemenționat)                                                                                                 |
| 1960 | Pollyanna                          | Reverend Paul Ford      | |
| 1961 | The Great Impostor                 | Father Devlin           | |
| 1961 | One-Eyed Jacks                     | Șerif Dad Longworth     | |
| 1961 | Parrish                            | Judd Raike              | |
| 1962 | All Fall Down                      | Ralph Willart           | |
| 1962 | Birdman of Alcatraz                | Harvey Shoemaker        | |
| 1962 | Gypsy                              | Herbie Sommers          | Nominalizare—Golden Globe Award for Best Actor – Motion Picture Musical or Comedy                                        |
| 1962 | How the West Was Won               | Zebulon Prescott        | |
| 1963 | Come Fly with Me                   | Walter Lucas            | |
| 1964 | Dead Ringer                        | Sergent Jim Hobbson     | |
| 1964 | Cheyenne Autumn                    | Capt. Wessels           | |
| 1965 | The Cincinnati Kid                 | Shooter                 | |
| 1966 | Nevada Smith                       | Tom Fitch               | |
| 1966 | Murderers' Row                     | Julian Wall             | |
| 1967 | Hotel                              | Keycase Milne           | |
| 1967 | The Adventures of Bullwhip Griffin | Judge Higgins           | |
| 1967 | Billion Dollar Brain               | Leo Newbigen            | |
| 1968 | Blue                               | Doc Morton              | |
| 1968 | Hot Millions                       | Carlton J. Klemper      | |
| 1970 | Patton                             | General Omar N. Bradley | |
| 1971 | The Cat o' Nine Tails              | Franco Arnò             | |
| 1971 | Wild Rovers                        | Walter Buckman          | |
| 1972 | Summertime Killer                  | Captain John Kiley      | |
| 1979 | Beyond the Poseidon Adventure      | Wilbur Hubbard          | |
| 1979 | Meteor                             | Harry Sherwood          | |
| 1982 | Twilight Time                      | Marko Sekulovic         | |
| 1983 | The Sting II                       | Gus Macalinski          | |
| 1986 | Billy Galvin                       | Jack Galvin             | |
| 1987 | Nuts                               | Arthur Kirk             | |